# Trnové Pole

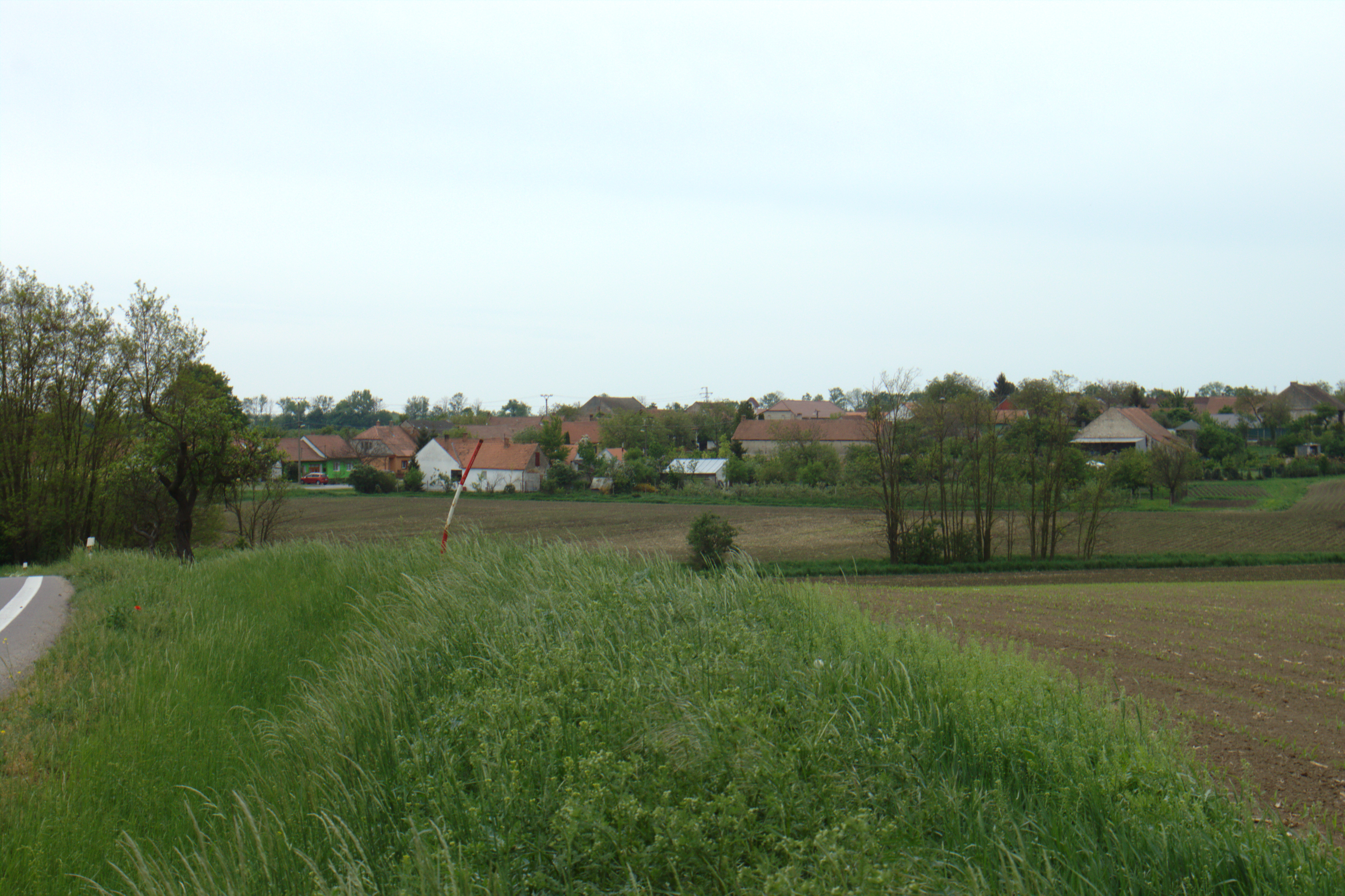
Blick von der Straße nach Pohořelice auf Trnové Pole

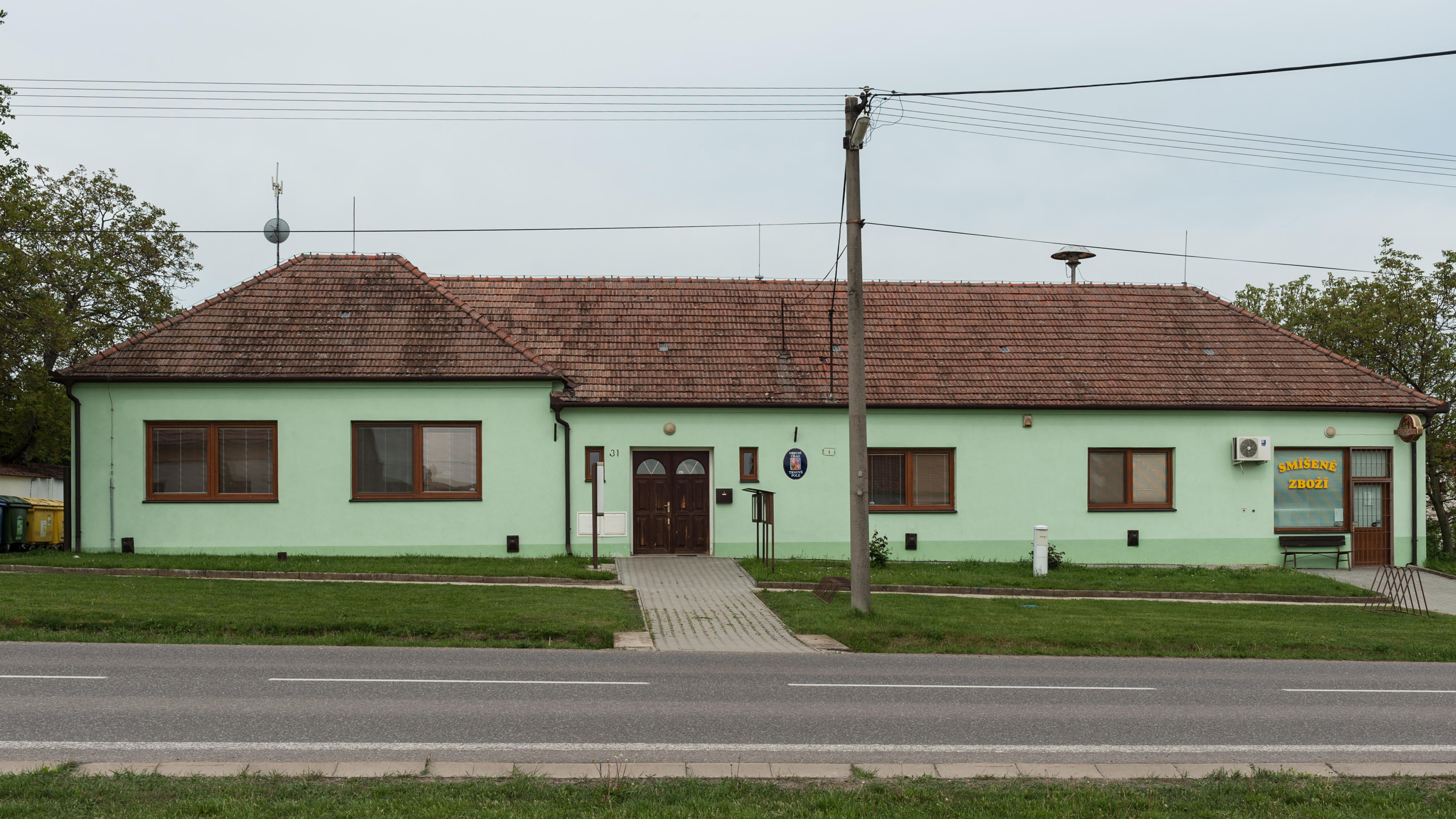
Gemeindeamt

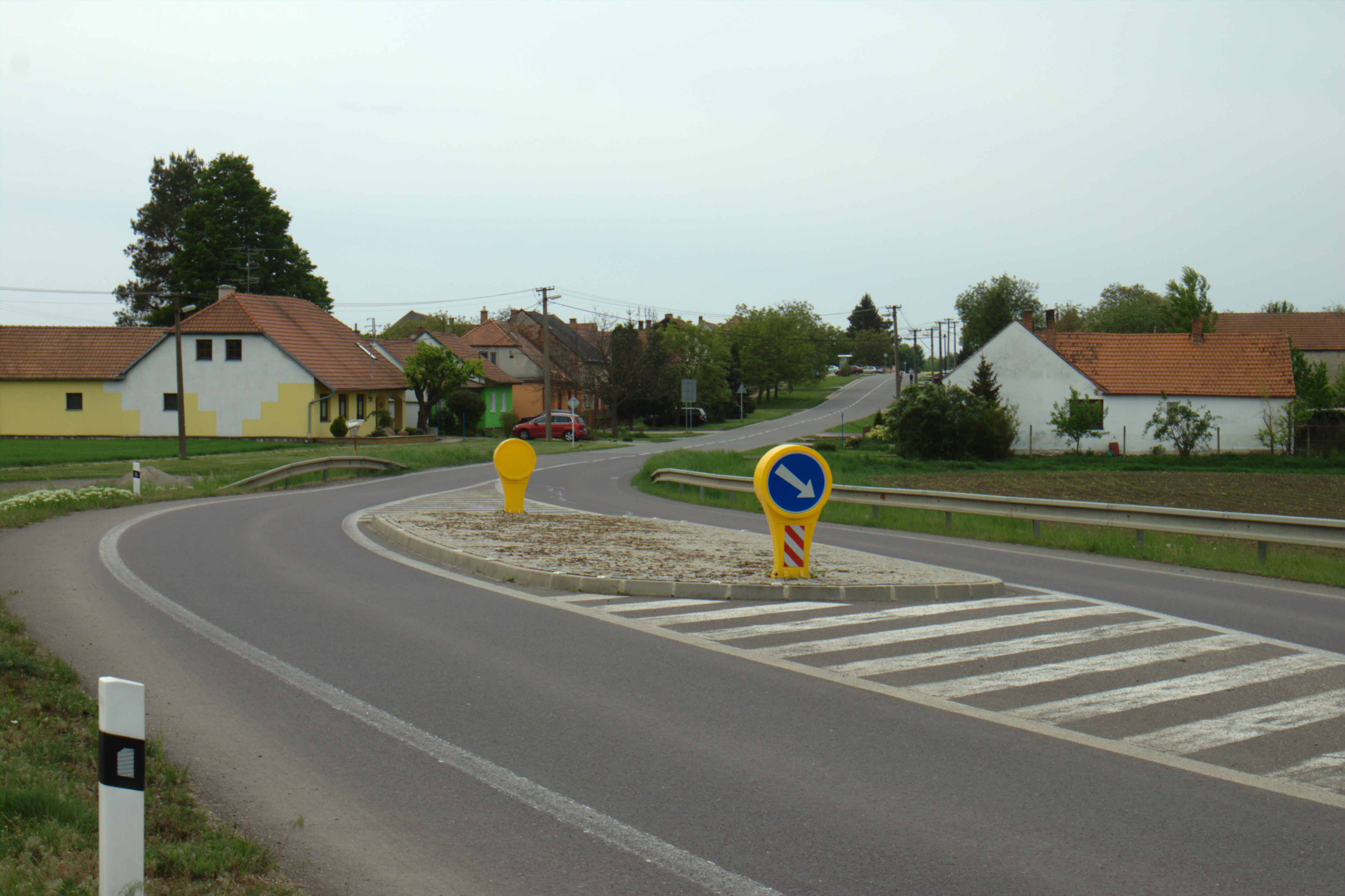
Ortseinfahrt von Norden

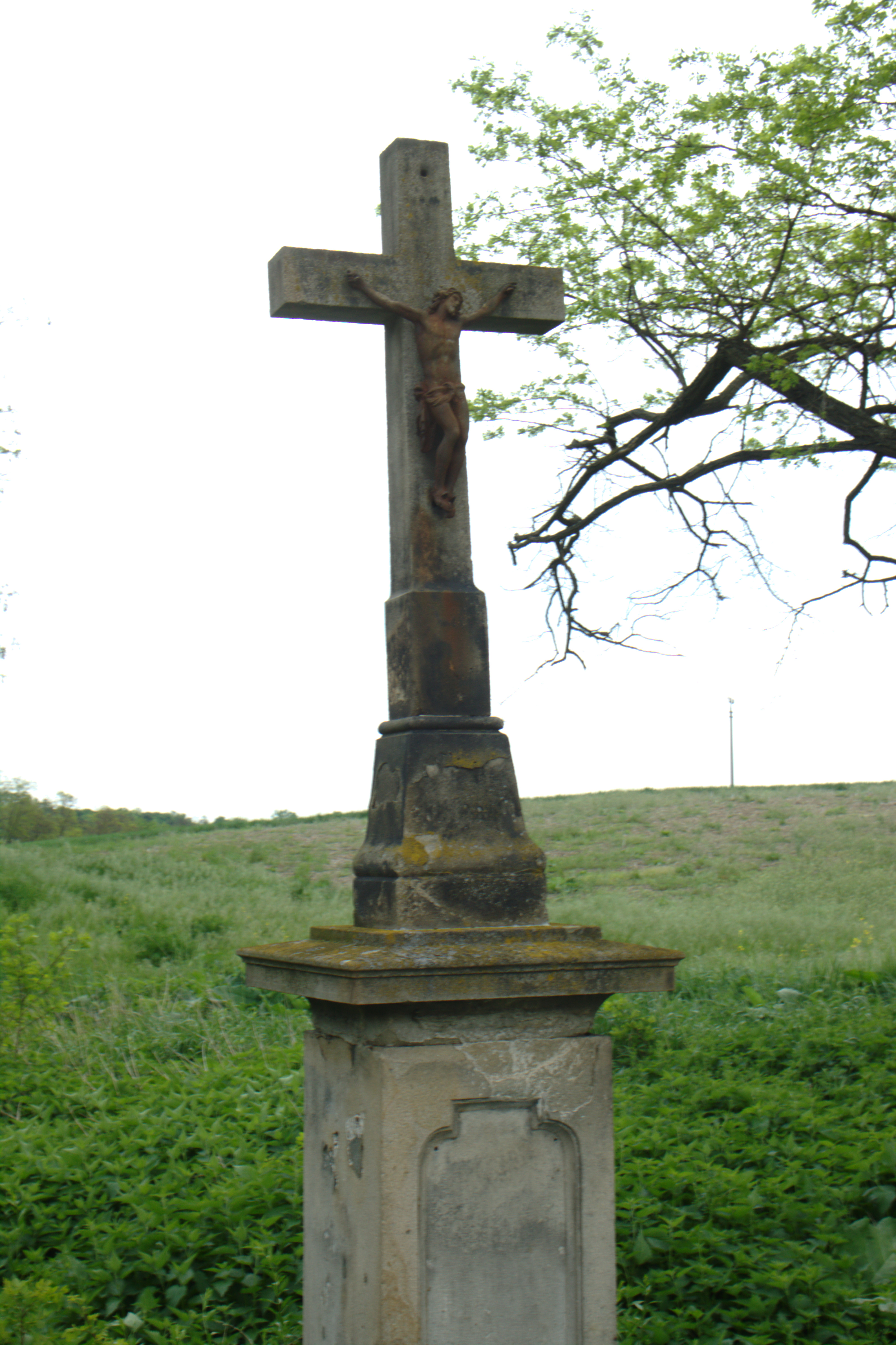
Beer-Kreuz nördlich des Dorfes

Trnové Pole (deutsch Dornfeld) ist eine Gemeinde in Tschechien. Sie liegt neun Kilometer südwestlich von Pohořelice und gehört zum Okres Znojmo.

## Geographie
Trnové Pole befindet sich auf einer Anhöhe zwischen den Mulden der Bäche Trnovopolské svodnice und Suchý potok (Gugelgraben) in der Thaya-Schwarza-Talsenke. Östlich erheben sich die Malé Vinohrady (Hochbergen, 212 m.n.m.) und die Kápě (213 m.n.m.). Gegen Nordosten liegen am Olbramovický potok die Teiche Dolní branišovický rybník und Horní vlasatický rybník, östlich der Křížový rybník sowie im Südwesten am Suchý potok der Suchohrdelský rybník. Durch Trnové Pole führt die Staatsstraße II/415 zwischen Branišovice und Hrušovany nad Jevišovkou, die nördlich des Dorfes von der Straße I/53 zwischen Pohořelice und Znojmo abzweigt.
Nachbarorte sind Olbramovice, Želovice und Babice im Norden, Vinohrádky, Branišovice und Pohořelice im Nordosten, Velký Dvůr, Mariánský Dvůr, Vilémov und Nová Ves im Osten, Vlasatice und Troskotovice im Südosten, Jiřice u Miroslavi, Damnice und Kašenec im Südwesten, Suchohrdly u Miroslavi im Westen sowie Miroslavské Knínice und Našiměřice im Nordwesten.

## Geschichte
Auf der Anhöhe zwischen der Trnovopolské svodnice und dem Olbramovický potok befand sich, etwa anderthalb Kilometer nordöstlich des heutigen Ortes, das im Jahre 1239 erstmals erwähnte Dorf Wolfsgersten bzw. Wolfiř, das im 15. Jahrhundert erlosch. Auf den Fluren der zur Herrschaft Bochtitz gehörigen und Wlcikeř genannten Wüstung ließen die Herren Kusy von Mukoděly den Meierhof Wolfsgersten anlegen. Nach der Schlacht am Weißen Berg verloren die Brüder Stephan und Wilhelm Kusy von Mukoděly wegen ihrer Teilnahme am Ständeaufstand ihre Güter. Kaiser Ferdinand II. schenkte die konfiszierte Herrschaft Bochtitz mit Selowitz, Wedrowitz, Zabrdowitz und Wolfsgarsten am 25. September 1627 dem Znaimer JesuitenKollegium. Nach der Aufhebung des Jesuitenordens fiel die Herrschaft Bochtitz im Jahre 1773 dem k.k. Studienfonds zu. Nach der Verstaatlichung der Herrschaft erfolgte die Aufhebung aller Meierhöfe und deren Aufteilung im Zuge der Raabisation.
Ab 1784 entstand so nördlich des Zinsfeldes auf dem Teil der Fluren des Meierhofes Wolfsgersten die neue Ansiedlung Dornfeld, die nach dem für die Aufteilung zuständigen Hofbeamten Baron von Dornfeld benannt wurde. Das regelmäßige Gassendorf bestand aus einer breiten Häusergasse mit großen Hausgärten und Hausmarken. Jeder Hofstelle wurden ca. 50 Metzen Land zugeteilt. 1789 wurde eine einklassige Dorfschule eingerichtet. Im Jahre 1790 bestand Dornfeld aus 34 Häusern und hatte 134 Einwohner.
Am 15. Oktober 1789 verpachtete die k.k. Mährisch-Schlesische Staatsgüter-Veräußerungskommission die Herrschaft Bochtitz für jährlich 7508 Gulden erblich an Johann Topolansky. Nachfolgende Besitzerin war dessen Witwe Theresia († 1804), die in zweiter Ehe mit Wenzel Petřitschek verheiratet war. Nach dem Erbvergleich von 1805 wurde Petřitschek alleiniger Besitzer. Am 22. Juni 1825 erbte Petřitscheks Tochter Aloisia Seidl die Herrschaft Bochtitz mit dem Gut Marschowitz.
Im Jahre 1834 bestand das Dorf Dornfeld bzw. Drnopole aus 46 Häusern mit 256 deutschsprachigen Einwohnern. Im Ort gab es eine Schule und ein Wirtshaus. Pfarrort war Irritz. 1841 wurde ein eigenes Schulhaus eingeweiht. Bis zur Mitte des 19. Jahrhunderts war Dornfeld der Herrschaft Bochtitz mit Marschowitz untertänig.
Nach der Aufhebung der Patrimonialherrschaften bildete Dornfeld / Drnopole ab 1849 eine Gemeinde im Gerichtsbezirk Kromau. Im Jahre 1866 kaufte Aloisia Seidl dem Studienfonds die Herrschaft aus der Erbpacht ab. 1868 wurde die Gemeinde Teil des Bezirkes Kromau. Seit dem Ende des 19. Jahrhunderts wurde alternativ auch Trnopole als tschechischer Ortsname verwendet. Anlässlich der 100-Jahr-Feier wurde 1884 in Dornfeld ein Glockenturm mit Kapelle errichtet. Im Jahre 1890 lebten in den 52 Häusern von Dornfeld 233 Personen, zehn Jahre später waren es 215. Die Freiwillige Feuerwehr wurde 1901 gegründet. 1903 wurde Dornfeld dem neu gebildeten Gerichtsbezirk Pohrlitz und dem Bezirk Nikolsburg zugeordnet. Im Jahre 1910 bestand das Dorf aus 50 Häusern und hatte 216 Einwohner, davon waren 215 Deutsche.
Nach dem Ersten Weltkrieg zerfiel der Vielvölkerstaat Österreich-Ungarn, die Gemeinde wurde 1918 Teil der neu gebildeten Tschechoslowakischen Republik. Im Jahre 1921 lebten in den 54 Häusern von Dornfeld 230 Menschen. Der tschechische Ortsname wurde 1924 in Trnové Pole geändert. 1930 bestand Dornfeld aus 56 Häusern und hatte 219 Einwohner, darunter 209 Deutsche. Im Jahre 1932 wurde das Dorf elektrifiziert.  Nach dem Münchner Abkommen wurde das Dorf 1938 dem Deutschen Reich zugeschlagen und gehörte bis 1945 zum Landkreis Nikolsburg. Nach dem Ende des Zweiten Weltkrieges kam Trnové Pole zur Tschechoslowakei zurück und wurde wieder Teil des Okres Mikulov. Die Schule wurde 1945 geschlossen. Die deutsche Bevölkerung wurde bis September 1946 vertrieben. Im Jahre 1948 wurde die Gemeinde in den Okres Moravský Krumlov eingegliedert.
Bei der Gebietsreform von 1960 wurde Trnové Pole im Zuge der Aufhebung des Okres Moravský Krumlov dem Okres Znojmo zugeordnet. Der Glockenturm mit Kapelle wurde in der zweiten Hälfte des 20. Jahrhunderts im Zuge des Ausbaus der Straße nach Hrušovany nad Jevišovkou abgebrochen. Im Jahre 2006 hatte Trnové Pole 126 Einwohner.

## Sehenswürdigkeiten
- Beer-Kreuz, nördlich des Dorfes, errichtet 1886 von Josef und Anna-Maria Beer
- Marterl, am südlichen Ortsausgang, es wurde vermutlich zum Gedenken an den Choleraausbruch von 1866 errichtet